# آنتوانتا کوستادینووا
آنتوانتا کوستادینووا (انگلیسی: Antoaneta Boneva؛ زادهٔ ۱۷ ژانویهٔ ۱۹۸۶) که با نام آنتوانتا بونوا نیز شناخته می‌شود تیرانداز زن اهل بلغارستان است.
وی در مسابقات کشوری و بین‌المللی در مجموع برندهٔ ۱ مدال نقره شده‌است.